# Amycolatopsis
Genre
Espèces de rang inférieur
- Amycolatopsis alba
- Amycolatopsis albidoflavus
- Amycolatopsis balhimycina
- Amycolatopsis benzoatilytica
- Amycolatopsis australiensis
- Amycolatopsis azurea
- Amycolatopsis decaplanina
- Amycolatopsis echigonensis
- Amycolatopsis equina
- Amycolatopsis eurytherma
- Amycolatopsis circi
- Amycolatopsis coloradensis
- Amycolatopsis hippodromi
- Amycolatopsis japonica
- Amycolatopsis jejuensis
- Amycolatopsis kentuckyensis
- Amycolatopsis keratiniphila
- Amycolatopsis lactamdurans
- Amycolatopsis flava
- Amycolatopsis halophila
- Amycolatopsis halotolerans
- Amycolatopsis helveola
- Amycolatopsis nigrescens
- Amycolatopsis niigatensis
- Amycolatopsis orientalis
- Amycolatopsis palatopharyngis
- Amycolatopsis pigmentata
- Amycolatopsis plumensis
- Amycolatopsis pretoriensis
- Amycolatopsis regifaucium
- Amycolatopsis rifamycinica
- Amycolatopsis rubida
- Amycolatopsis lexingtonensis
- Amycolatopsis lurida
- Amycolatopsis marina
- Amycolatopsis mediterranei
- Amycolatopsis methanolica
- Amycolatopsis minnesotensis
- Amycolatopsis saalfeldensis
- Amycolatopsis sacchari
- Amycolatopsis samaneae
- Amycolatopsis sulphurea
- Amycolatopsis taiwanensis
- Amycolatopsis thailandensis
- Amycolatopsis thermoflava
- Amycolatopsis tolypomycina
- Amycolatopsis tucumanensis
- Amycolatopsis ultiminotia
- Amycolatopsis umgeniensis
- Amycolatopsis vancoresmycina
- Amycolatopsis xylanica

Amycolatopsis est un genre de bactéries à Gram positif de l'ordre des Actinomycetales. Toutes les espèces d'Amycolatopsis ont un taux de GC élevé et produisent des antibiotiques, tels que la ristocétine et des glycopeptides comme la rifamycine et la vancomycine. Ces microorganismes jouent un rôle écologique important car ils sont capables de dégrader des composés habituellement difficiles à éliminer, tels que le méthanol et la kératine. Certaines espèces sont tolérantes aux métaux lourds et aux concentrations élevées de nickel ou de cuivre. Certaines souches peuvent également produire de la vanilline à partir de l'acide férulique.